# Sojino mlijeko
Sojino mlijeko je vodeni ekstrakt sojinog zrna ili fina emulzija sojinog brašna odnosno izoliranih sojinih proteina u vodi s dodatkom vitamina, mineralnih tvari i arome. Postoji još mnogo definicija sojinog mlijeka, kao što postoji puno načina na koje se ono može proizvesti. Ipak, svi se slažu u tome da je sojino mlijeko u užem smislu vodeni ekstrakt sojinog zrna. To je bjelkasta emulzija/suspenzija koja sadrži u vodi topljive proteine i ugljikohidrate i većinu ulja sadržanog u sojinom zrnu.